# Guerra sardo-catalana
La guerra sardo-catalana fu un conflitto medioevale della durata di circa 70 anni (1353-1420) che vide contrapporsi il giudicato di Arborea, alleato con i Doria e Genova e sostenuto parzialmente dal regno di Napoli, e il regno di Sardegna, facente parte della corona d'Aragona dal 1324, per la supremazia sull'isola.

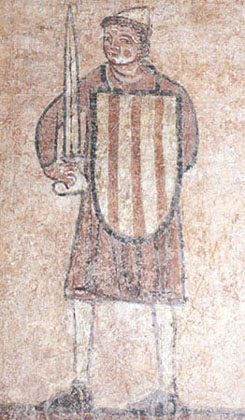
Fante aragonese, XIV secolo

## Antefatti

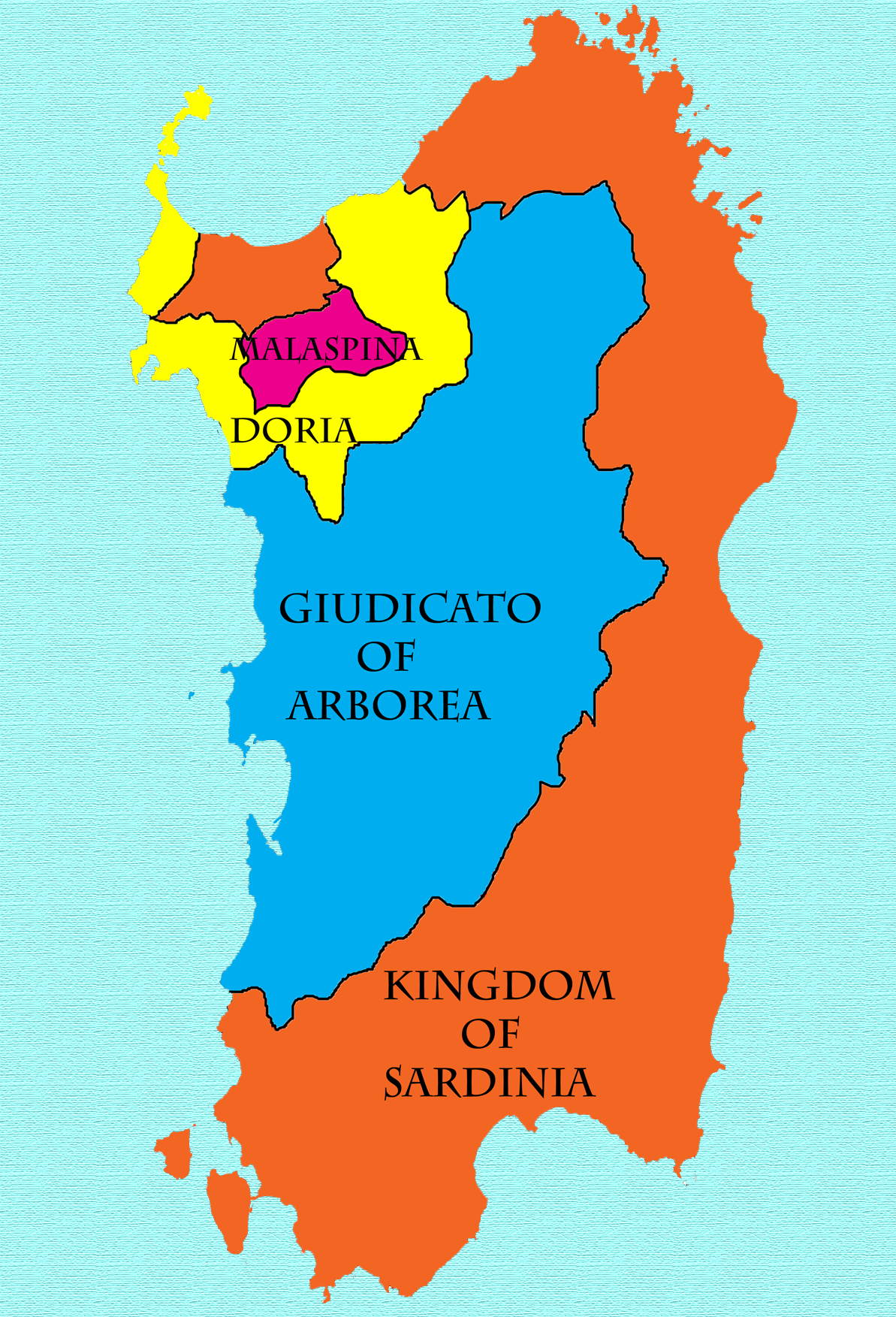
Il Regno di Sardegna (arancio) dopo la resa di Pisa nel giugno del 1326

Ne 1297 papa Bonifacio VIII, per dirimere le contesa tra Angioini e Aragonesi circa il regno di Sicilia (che aveva scatenato i moti popolari, passati poi alla storia come Vespri siciliani), costituì il Regnum Sardiniae et Corsicae, infeudandolo a Giacomo II il Giusto, re d'Aragona.
La conquista territoriale della Sardegna da parte della Corona aragonese iniziò solo nel giugno del 1323 quando una possente armata salpò dal porto di Tortosa, Catalogna, in direzione dell'isola, al tempo soggetta all'influenza della repubblica di Pisa, di Genova e delle famiglie Doria e Malaspina, nonché del giudicato di Arborea, l'unica entità statale giudicale sopravvissuta.
Il giudice arborense Ugone II opportunamente si era fatto vassallo di Giacomo II di Aragona, in cambio del mantenimento dei diritti dinastici, nutrendo (erroneamente) la speranza di poter espandere il proprio controllo sopra l'intera Sardegna, quale luogotenente del re, residente in Barcellona.
Ugone, nell'aprile dello stesso anno, aveva aperto le ostilità contro Pisa e partecipò attivamente alle successive azioni militari aragonesi a sfavore dei pisani i quali, ripetutamente sconfitti per terra e per mare (nonostante l'aiuto dei Doria e Genova), furono costretti a cedere agli iberici i loro possedimenti sardi (ex Giudicato di Cagliari e Giudicato di Gallura) che, assieme al comune di Sassari, divennero il primo nucleo territoriale del regno di Sardegna.
Nel 1343, alla morte senza figli di Giovanni Malaspina di Villafranca, tutti i possedimenti sardi malaspiniani passarono per testamento a Pietro IV di Aragona, che li inglobò nel regno di Sardegna.
Gli Aragonesi si scontrarono poi con il ramo sardo dei Doria, proprietari di vaste porzioni dell'ex-giudicato di Torres, che tentarono di occupare Sassari e che, nel 1347, eccezionalmente riuniti, inflissero una pesante disfatta ai regnicoli nella battaglia di Aidu de Turdu, tra Bonorva e Giave. Tuttavia nell'estate del 1353 nel corso della guerra degli Stretti, una flotta veneziano-aragonese (capitanata da Niccolò Pisani e Bernat de Cabrera) sconfisse quella genovese (comandata da Antonio Grimaldi) nella battaglia navale di Porto Conte, al largo di Alghero, e pochi giorni dopo le truppe aragonesi, guidate da Bernat de Cabrera, entrarono trionfalmente nella città doriana.

## Il lungo conflitto

### 1353-1354
Sentendosi minacciato dalle rivendicazioni aragonesi di sovranità e dal consolidamento del loro potere nel resto dell'isola, Mariano IV, giudice di Arborea, nel settembre del 1353 ruppe l'alleanza con gli Aragonesi e, alleatosi con i Doria, dichiarò guerra al regno di Sardegna.
Le truppe giudicali penetrarono nel territorio di Cagliari senza incontrare una vera resistenza da parte degli Aragonesi. Molti villaggi si ribellarono ai feudatari iberici e si schierarono in favore della causa arborense. L'esercito di Mariano occupò poi la villa di Quartu e tenne sotto minaccia la vicina città di Cagliari, la capitale del regno.
Il 18 settembre i consiglieri del governatore aragonese, residente a Cagliari, chiesero aiuto all'ammiraglio Bernat de Cabrera, il quale si trovava nel Capo di sopra. Gli approvvigionamenti erano difficoltosi poiché Mariano aveva tagliato tutti i rifornimenti diretti verso Cagliari e Villa di Chiesa. Il 6 ottobre il Cabrera, giunto nel meridione dell'isola, sconfisse le armate del giudice nei pressi di Quartu e allentò la stretta arborense sulla città.

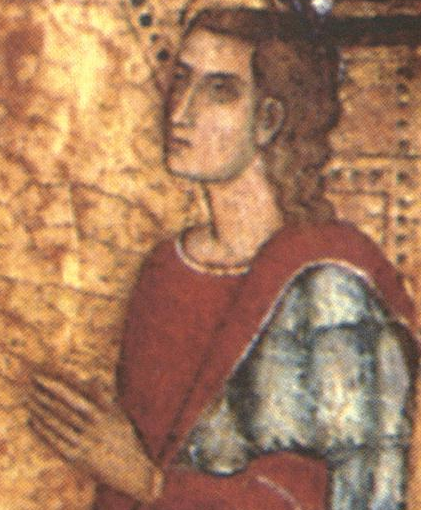
Mariano IV d'Arborea in età giovanile, Chiesa di San Nicola (Ottana)

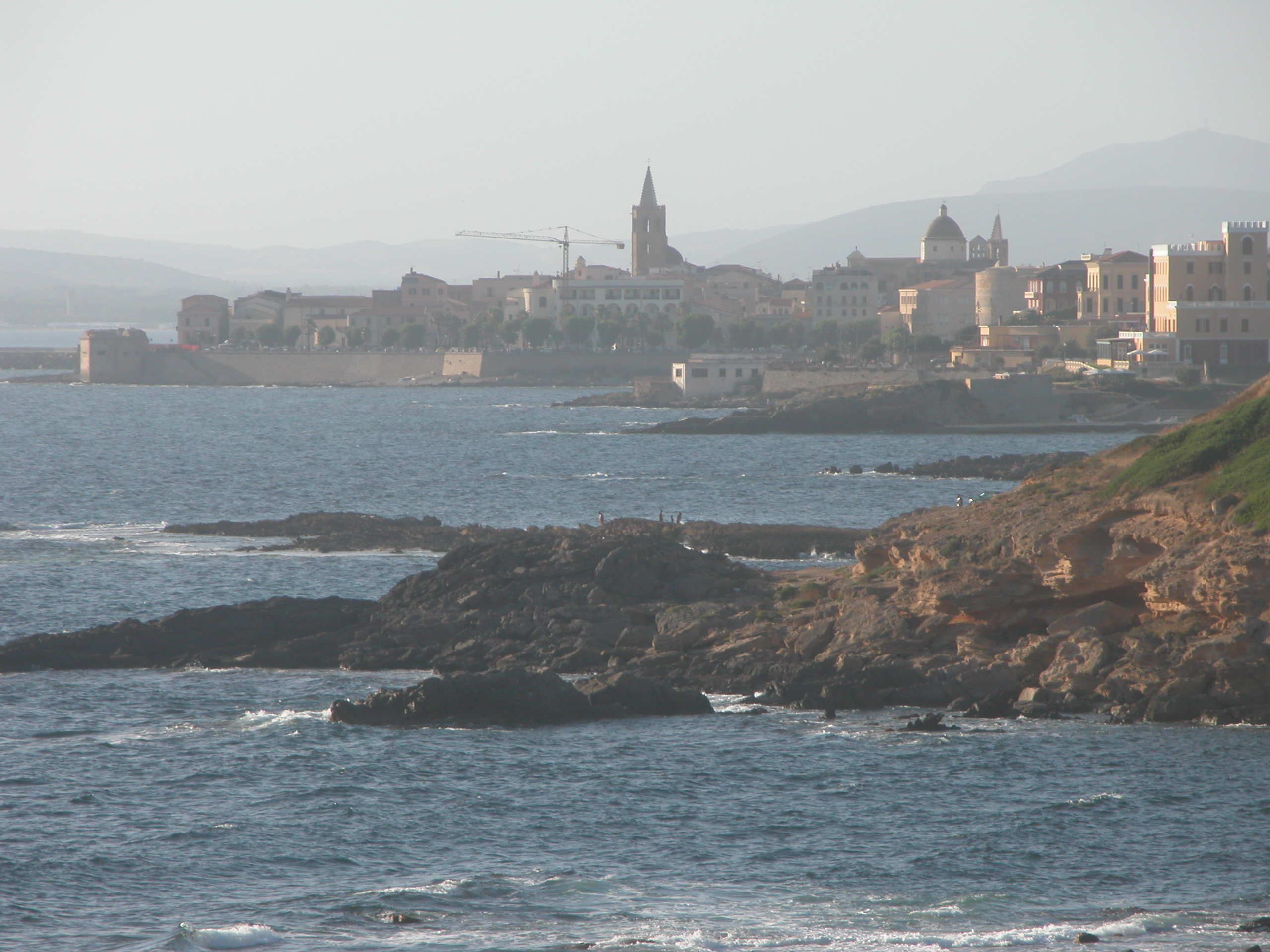
Alghero

Intanto nel nord della Sardegna, su istigazione dei Doria, imperversarono numerose ribellioni: il 13 ottobre insorse la rocca di Monteleone e il 15 fu rioccupata Alghero. Alla fine del mese Mariano e Matteo Doria assediarono Sassari con circa 400 cavalieri e 1000 fanti. Al volgere del 1353 l'Arborea e i Doria erano padroni di quasi tutta la Sardegna, restavano nelle mani del regno di Sardegna solo le città di Cagliari, Sassari, Villa di Chiesa e alcuni castelli.
Mariano possedeva notevoli capacità militari e grazie alle cospicue esportazioni di cereali, il suo giudicato aveva le risorse economiche necessarie per sostenere un esercito capace di confrontarsi alla pari con quello della corona d'Aragona; disponeva infatti di fanti e cavalieri reclutati nei villaggi, un corpo di balestrieri e di soldati di ventura di varia provenienza (Italia, Germania, Francia, Inghilterra) comandati da esperti capitani provenienti dalla penisola italiana.

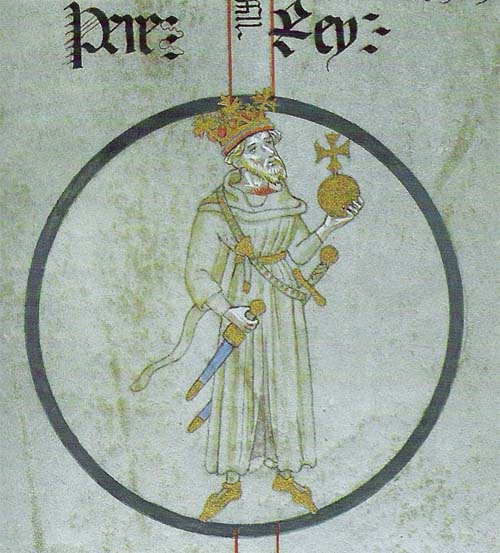
Pietro IV il Cerimonioso (monastero di Santa Maria di Poblet, 1400)

Visto l'aggravarsi della situazione, il re Pietro IV allestì una imponente spedizione per sedare la ribellione nell'isola. Una grande flotta, comandata dallo stesso sovrano, sbarcò il 22 giugno 1354 a Porto Conte con l'obiettivo di riconquistare la città di Alghero.
L'assedio aragonese, durato circa cinque mesi, si risolse però in un disastro sotto tutti i punti di vista, anche a causa della malaria che provocò molte vittime tra le file degli assedianti. Mariano, giunto nelle vicinanze della città alleata sotto assedio, si attestò con le sue truppe presso Bosa, ma non diede battaglia. Pietro per evitare una totale disfatta intavolò quindi trattative con Mariano.
Il 13 novembre del 1354 fu firmata la cosiddetta pace di Alghero (seguita da quella di Sanluri), con la quale Mariano ottenne parecchi degli obiettivi per cui aveva provocato la rivolta: l'autonomia del giudicato, la libertà di commercio dai porti arborensi, l'infeudazione della Gallura e la clausola che il governatore generale del regno di Sardegna fosse una persona a lui gradita. Pietro IV poté invece prendere possesso di Alghero; l'originaria popolazione sardo-ligure, essendo filo-genovese, venne evacuata e sostituita da coloni catalani.

### 1365-1388
La tregua non durò a lungo e, nel 1365, Mariano invase nuovamente i territori regi penetrando nel Campidano e nel Cixerri. Conquistò vari villaggi, castelli e la città mineraria di Villa di Chiesa (attuale Iglesias), che, ribellatasi agli Aragonesi, era passata dalla sua parte. Nella primavera del 1366 fece realizzare un campo fortificato presso Selargius per bloccare i rifornimenti verso Cagliari che però non si arrese.
Con il sostegno genovese il giudice di Arborea aprì, inoltre, un nuovo fronte nel settentrione dell'isola.
Nel giugno 1368 sbarcò a Cagliari un'armata aragonese guidata da Pedro Martínez de Luna che marciò sulla capitale giudicale, Oristano, fino a quel momento mai assediata dalle truppe aragonesi. Il figlio di Mariano, il donnicello Ugone giunse in soccorso della città con un esercito reclutato nei territori occupati. Mentre i catalani si preparavano alla battaglia, Mariano, uscì dalla città assediata attaccandoli di sorpresa alle spalle e sconfiggendoli presso Sant'Anna.
Nel 1369, dopo un breve assedio, fu conquistata anche Sassari e poi Osilo e nel 1370 la presenza aragonese in Sardegna era ridotta quindi alle sole città di Cagliari e Alghero e ai castelli di San Michele, Gioiosa Guardia, Acquafredda e Quirra. Nel 1374 la flotta della repubblica di Genova, in appoggio a Mariano, attaccò il porto di Cagliari ma fu respinta dalla resistenza delle truppe regie.

Proprio nel culmine della sua potenza, Mariano IV morì nel maggio del 1375 forse colpito da un'epidemia di peste. 

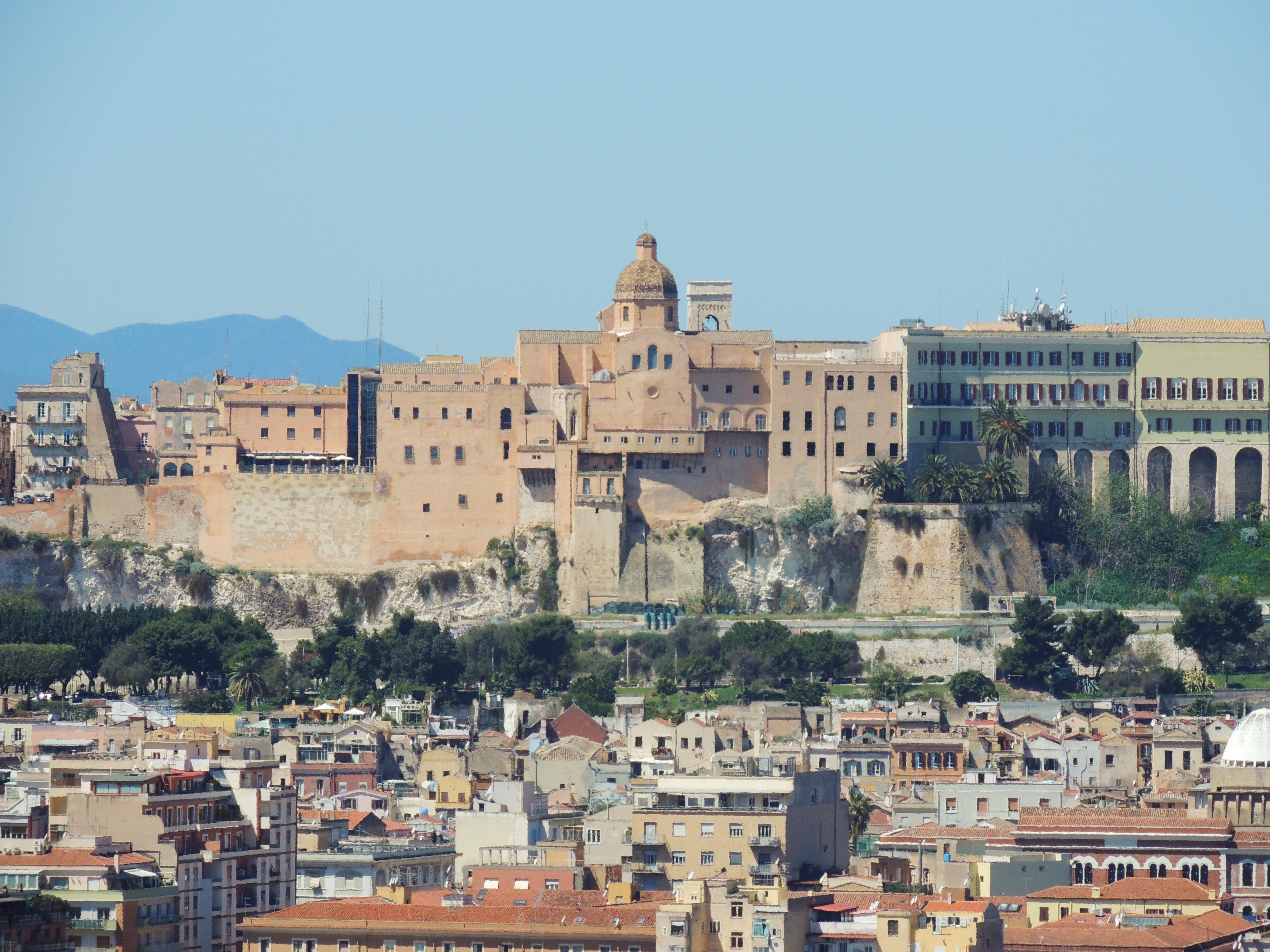
Vista delle mura orientali di Castello, Cagliari

Scomparso il giudice, gli subentrò il primogenito Ugone, con il nome dinastico di Ugone III di Arborea, che proseguì la politica di espansione territoriale voluta dal padre. Le sue imprese militari non furono tuttavia rilevanti e all'altezza di quelle paterne e le città di Cagliari ed Alghero rimasero inespugnate. Il suo regno fu di breve durata e, come il suo antenato Giovanni de Bas-Serra, Ugone III, insieme alla sua unica figlia, Benedetta, nel 1383 venne assassinato durante un tumulto.
A Ugone succedette Federico di Arborea e poi, nel 1387, Mariano V, entrambi figli di Eleonora d'Arborea e Brancaleone Doria. Essendo però minorenni il trono venne ereditato de facto dalla madre Eleonora che nel 1388 stipulò un trattato di pace con l'Aragona, impegnandosi a restituire i territori conquistati dai suoi predecessori.

### 1390-1420

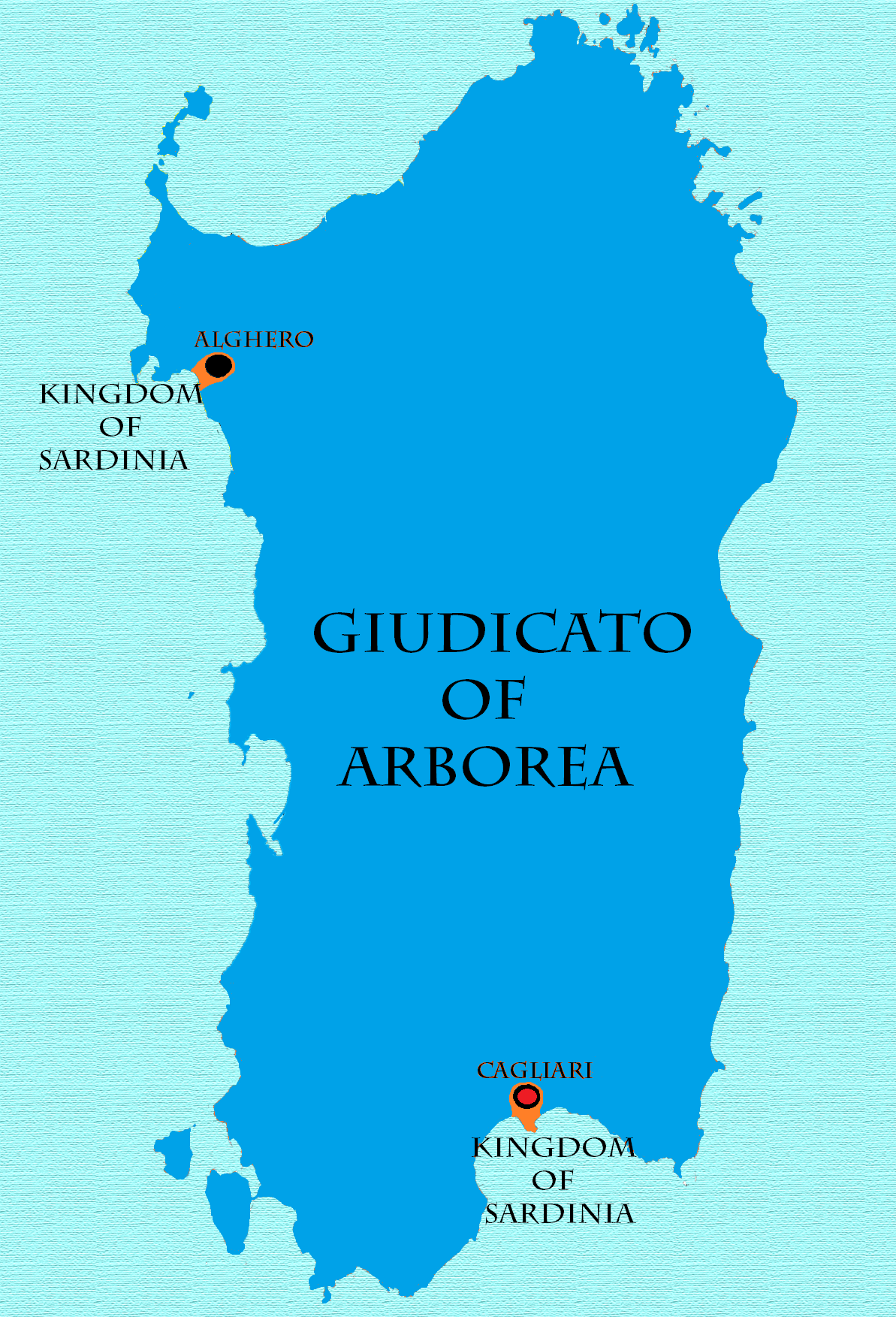
La situazione politica dell'isola nei periodi tra il 1368 e il 1388 e il 1392 ed il 1409. Il regno aragonese di Sardegna e Corsica (arancione) ed il giudicato d'Arborea (blu)

Passati pochi anni le ostilità tra le due parti ripresero quando, liberato dagli Aragonesi, Brancaleone Doria violò il trattato di pace siglato da sua moglie e da Giovanni I d'Aragona ritenendolo non valido in quanto estorto con ricatto. Il primo aprile del 1391 marciò contro Castel di Cagliari; il 16 agosto, col figlio Mariano V al fianco, occupò Sassari ed Osilo. In settembre conquistò il castello della Fava, di Pontes, di Bonvehì e di Pedres, lasciando agli avversari soltanto Alghero e Longosardo. Entrò quindi a Villa di Chiesa e Sanluri. In una lettera scritta a Sanluri il 3 febbraio 1392 Brancaleone annunciava di aver ripreso tutti i territori posseduti nel 1388.
Le operazioni militari finirono, però, con l'arenarsi: se l'Arborea aveva ormai la supremazia su terra, giungendo a minacciare la roccaforte di Longosardo, gli Aragonesi continuavano a tenere sotto controllo il mare. Nell'estate del 1406 Brancaleone riprese l'offensiva invadendo molte terre dell'ex giudicato di Cagliari e l'Ogliastra, occupò il castello di Quirra, attaccò Longosardo e cinse d'assedio Cagliari.
Scomparso precocemente il figlio e giudice Mariano - Eleonora era deceduta intorno al 1404 - Brancaleone cadde in disgrazia (morì nel 1409) e il trono arborense fu offerto dalla Corona de Logu a Guglielmo III di Narbona (nipote di Beatrice, sorella di Ugone III e di Eleonora) che divenne giudice con il nome di Guglielmo II. Approfittando della crisi dinastica, l'erede della corona d'Aragona, Martino il Giovane, re di Sicilia, il 3 ottobre 1408 salpò da Trapani alla volta di Cagliari con un'armata di siciliani e catalani residenti in Sicilia, giungendo il 6 ottobre nel porto di La Pola; a dicembre fu raggiunto in Sardegna dalla flotta catalano-aragonese partita da Barcellona e comandata da Pietro Torrelles. Falliti i tentativi diplomatici per trovare un accordo, la guerra riprese il suo corso. Lo scontro tra i due schieramenti avvenne nelle campagne di Sanluri in località attualmente denominata su Bruncu de sa battalla ("il poggio della battaglia"). Le truppe del regno di Sardegna spezzarono in due tronconi l'esercito giudicale, guidato da Guglielmo. La parte sinistra fu sopraffatta nella località detta s'occidroxiu (il macello); la destra si spaccò in due residui: il primo batté in ritirata alla volta di Sanluri, ma fu raggiunto e annientato, il secondo si rifugiò a Monreale e resistette. Il 4 luglio si arrese Villa di Chiesa nelle mani di Giovanni de Sena. Fu un vero disastro per gli Arborea, anche se Martino il Giovane di lì a poco morì a Cagliari il 25 luglio 1409 di malaria, contratta probabilmente dopo la battaglia. Guglielmo III di Narbona (Guglielmo II come giudice d'Arborea) tornò in Francia per cercare aiuto e lasciò, come giudice di fatto, suo cugino, Leonardo Cubello, discendente da Ugone II.

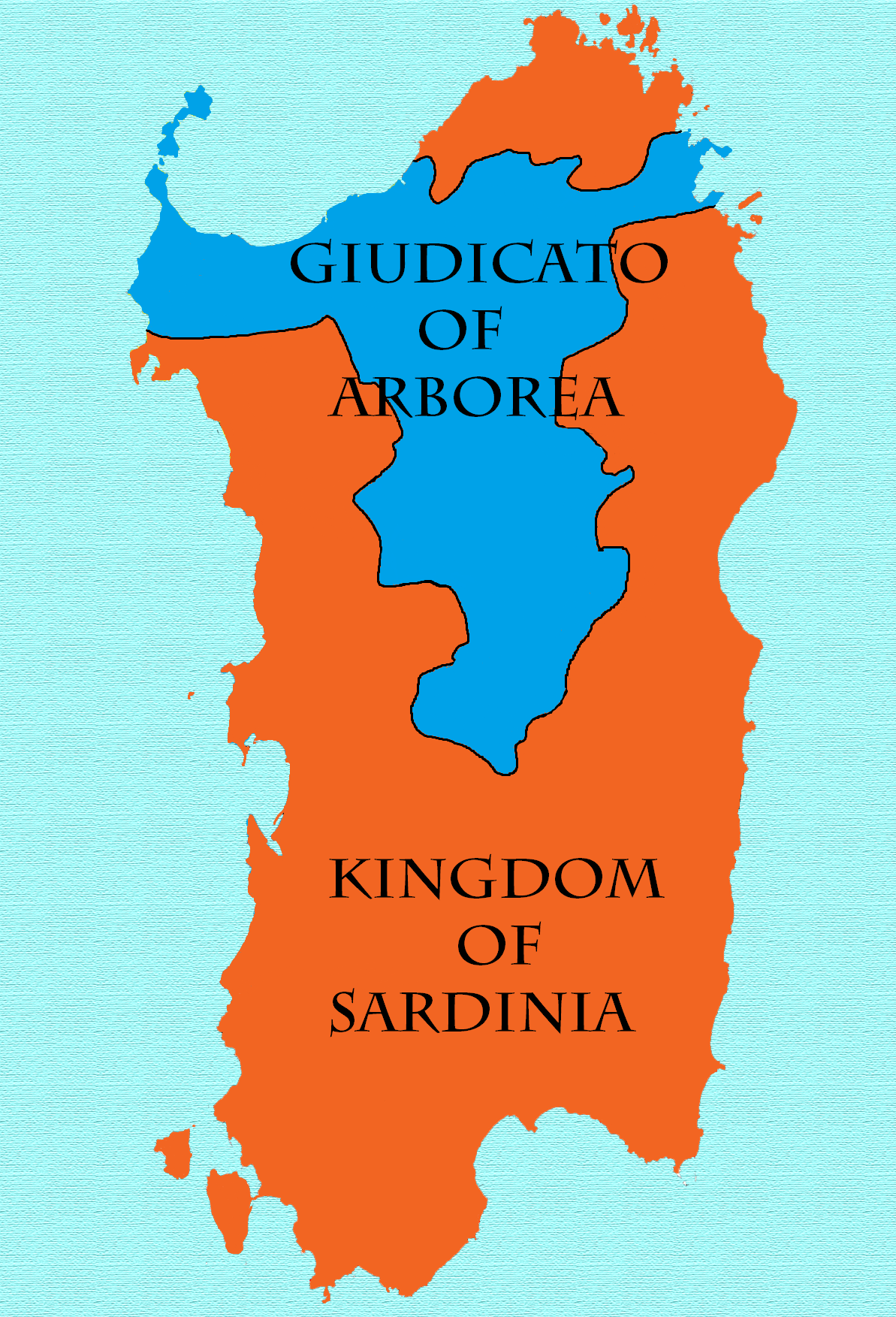
Territori del regno di Sardegna (arancio) e del giudicato di Arborea (azzurro) tra il 1410 e il 1420

La pesante sconfitta subita a Sanluri non piegò però completamente gli Arborensi. I combattimenti ripresero ancora ed il 17 agosto l'esercito giudicale respinse un violento attacco contro Oristano ad opera dei Moncada. Il giorno successivo Pietro Torrelles guidò i soldati del regno di Sardegna nella battaglia che si svolse nella piana tra Sant'Anna, Fenosu e Santa Giusta, ricordata come la Seconda Battaglia (Segunda battalla), lasciando sul campo - secondo fonti spagnole - più di 6 500 dei propri uomini. Il conflitto non era ancora concluso, l'esercito del regno di Sardegna chiese ed ottenne rinforzi. Gli Arborensi si difesero strenuamente e passeranno sette mesi prima che Pietro Torrelles espugni i castelli di Monreale, di Marmilla e di Gioiosa Guardia. Ma poi nel gennaio del 1410 Pietro Torrelles occupò Bosa e mise sotto assedio Oristano, dove infine Leonardo Cubello sottoscrisse, nella chiesa di San Martino fuori le mura, la resa della città e di tutta l'Arborea storica che fu incamerata nel Regnum Sardiniae et Corsicae. Oristano e i Campidani di Cabras, Milis e Simaxis gli furono dati in feudo col titolo di marchese di Oristano. Restarono giudicali i territori arborensi dell'ex giudicato di Torres, due curatorie del giudicato di Gallura e le Barbagie di Belvì, d'Ollolai e del Mandrolisai.
Nella primavera dello stesso anno Guglielmo II di Narbona fece ritorno dalla Francia, organizzò i territori superstiti e trasferì la "capitale" del giudicato a Sassari. Con l'aiuto di Nicolò Doria riprese il castello di Longosardo e minacciò Oristano ed Alghero, dove Pietro Torrelles, il capitano generale e luogotenente del re, morì in quell'anno funestato dalla malaria. La guerra continuava e tra il 5 ed il 6 maggio 1412 riuscì ad entrare ad Alghero insieme a miliziani sassaresi e francesi, ma fu poi respinto e costretto a desistere dall'accanita resistenza degli algheresi.
Convinto di non poter migliorare la situazione Guglielmo trattò prima con il re Ferdinando I d'Aragona, poi col figlio Alfonso V il Magnanimo. L'accordo fu raggiunto il 17 agosto 1420 e quello che rimaneva dell'antico giudicato fu venduto per 100 000 fiorini d'oro.

## Conseguenze
I decenni in cui si svolse il conflitto furono tra i più bui della storia sarda. Tra le conseguenze più evidenti, oltre all'estinzione del giudicato arborense e quindi alla fine di ogni speranza sovranista da parte dei sardi, vi fu lo spopolamento e la scomparsa di centinaia di centri abitati causato dalle azioni di guerra, dalle ricorrenti epidemie di peste dell'epoca e dalla riduzione in schiavitù di migliaia di prigionieri sardi deportati nei territori iberici della Corona d'Aragona e in particolare nel regno di Maiorca.